# Лебедь, Наталья Матвеевна
Наталья Матвеевна Лебедь (урождённая Дудникова) (21 декабря 1924, Пуляевка, Курская губерния — 2002, Белгородская область) — звеньевая полеводов в Ленинском отделении свеклосовхоза, Белгородская область. Герой Социалистического Труда (1948).

## Биография
Родилась 21 декабря 1924 года в селе Пуляевка Топлинского сельсовета Белгородского уезда Курской губернии (ныне Белгородского района Белгородской области) в крестьянской семье.
Её отец — Алексей Матвеевич — был активным участником Гражданской войны, награждён именным оружием. Вернувшись с фронта, он организовал коммуну в селе Бродок, председательствовал в пуляевском колхозе, был председателем сельсовета, работал в лесничестве, руководил животноводством в свеклосовхозе Дмитротарановского сахарного комбината. Одним из первых в районе был награждён орденом Трудового Красного Знамени.
Семья переезжала с места на место, в разных школах пришлось учиться его дочери Наташе, но семилетку она окончила успешно. Одновременно практически овладела многими сельскими профессиями. После освобождения края от гитлеровцев комсомолка Дудникова отличалась не только высокопроизводительной работой на производстве, но и участвовала в художественной самодеятельности, оказывала помощь пионервожатым в школе.
В 1945 году Дудникова возглавила молодёжное звено полеводов в Ленинском отделении свеклосовхоза. В 1947 году звено получило почти по 32 центнера озимой ржи с гектара. В мае 1948 года Наталья Матвеевна удостоилась звания Героя Социалистического Труда, а все члены звена были награждены орденами и медалями.
Проживала с одной из дочерей в посёлке Октябрьский — центре Белгородского района. Умерла в 2002 году.

### Семья
Была замужем за Алексеем Нестеровичем Лебедем. Вырастили двух дочерей.

## Награды
- 14 мая 1948 года Указом Президиума Верховного Совета СССР Наталье Матвеевне Дудниковой было присвоено звание Героя Социалистического Труда с вручением ордена Ленина и Золотой медали «Серп и Молот».
- Награждена орденом Ленина и медалями.